# Bildeiche (Peterslahr)

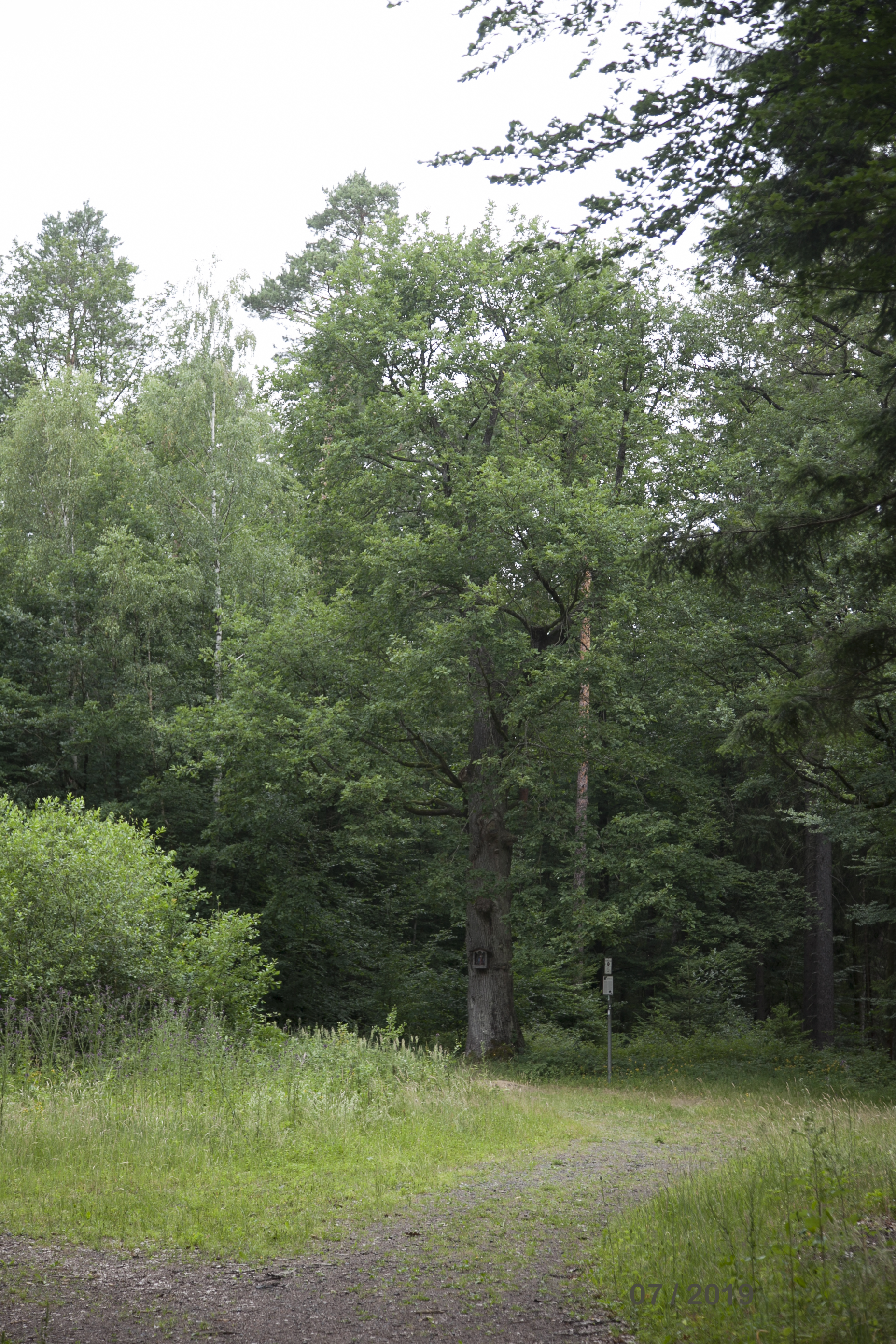
Bildeiche im Juli 2019

Die Bildeiche ist eine als Naturdenkmal ausgewiesene jahrhundertealte Eiche (Quercus sp.) im Westerwald bei Peterslahr im Landkreis Altenkirchen in Rheinland-Pfalz.

## Beschreibung

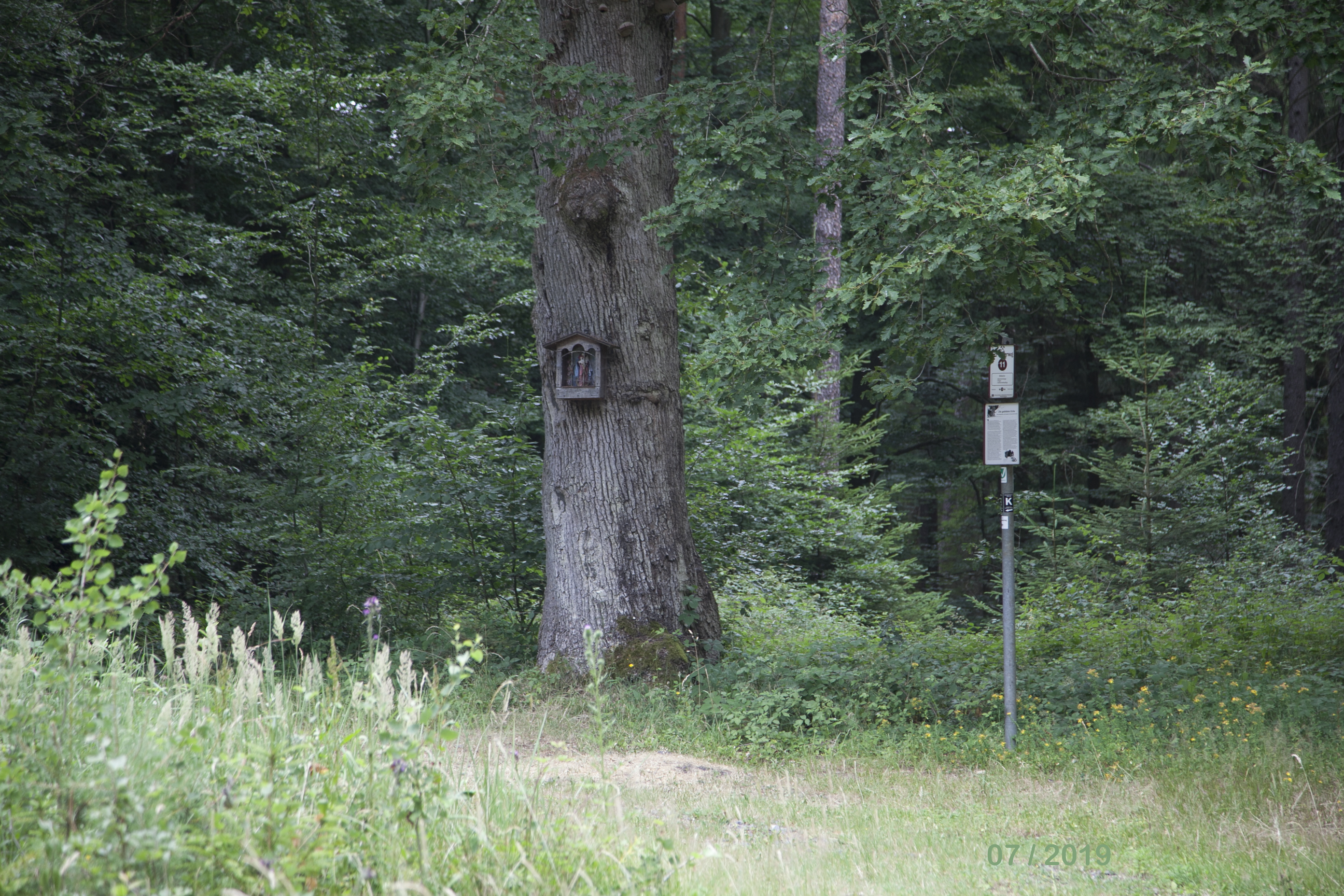
Bildeiche mit Bildnis-Häuschen am Stamm

Die Bildeiche ist eingetragen als Naturdenkmal in der Liste der Naturdenkmale in Peterslahr. Ein kleiner Sitzplatz ist unweit daneben für die Rast inmitten des Waldes, wo sich viele Wanderwege verzweigen.

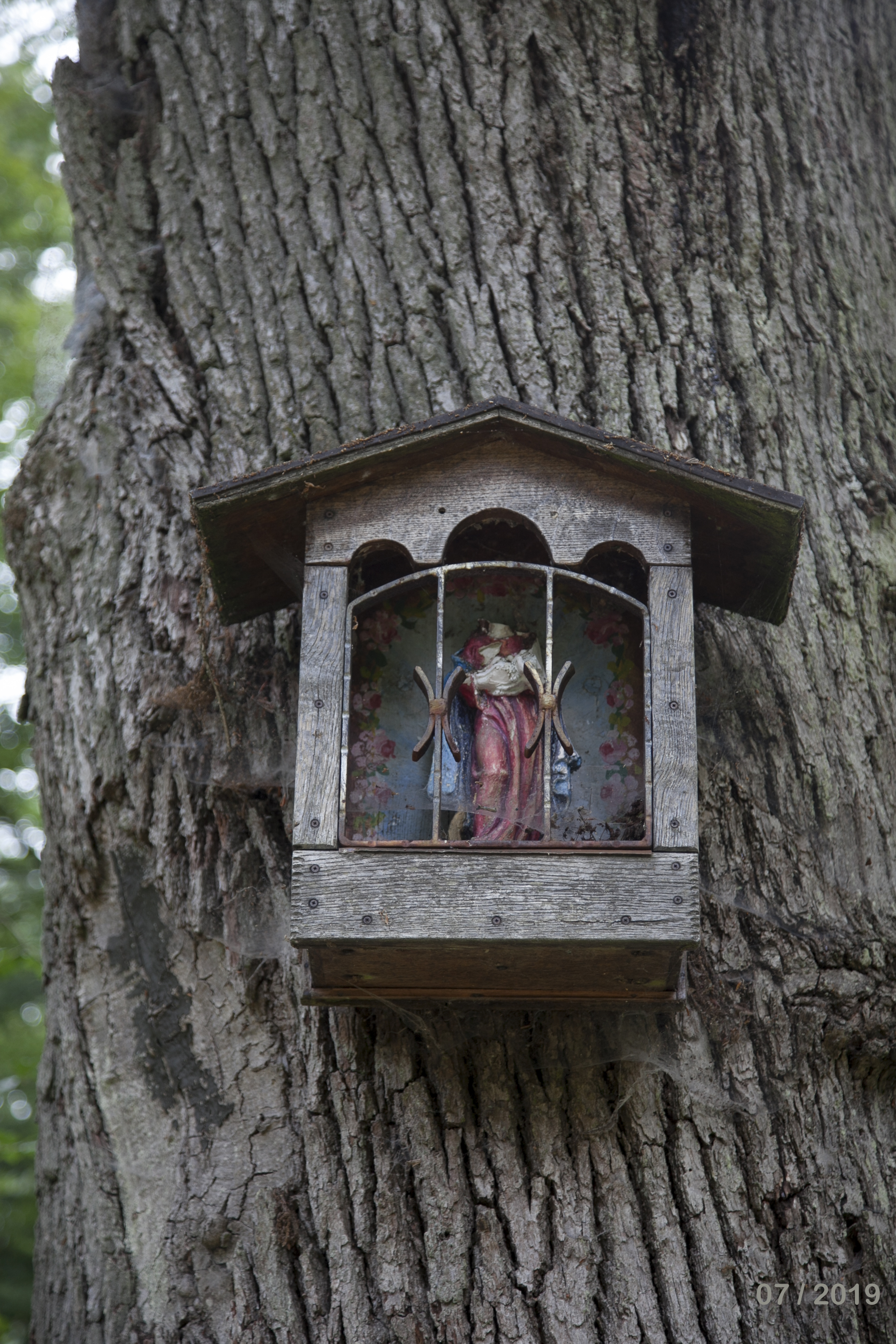
Marienfigur aus Gips (beschädigt)

Das kleine Bildhäuschen ist (2019) arg in die Jahre gekommen und bedarf dringend einer Restaurierung (zuletzt wohl 2000). Dennoch ist es aufgrund seiner besonderen Lage und der anmutigen Optik immer wieder Anlaufpunkt für Westerwald-Wanderer zwischen den umliegenden kleinen Dörfern im weitläufigen Westerwald, gelegen im Staatsforst Burglahr / Peterslahr / Obersteinebach.

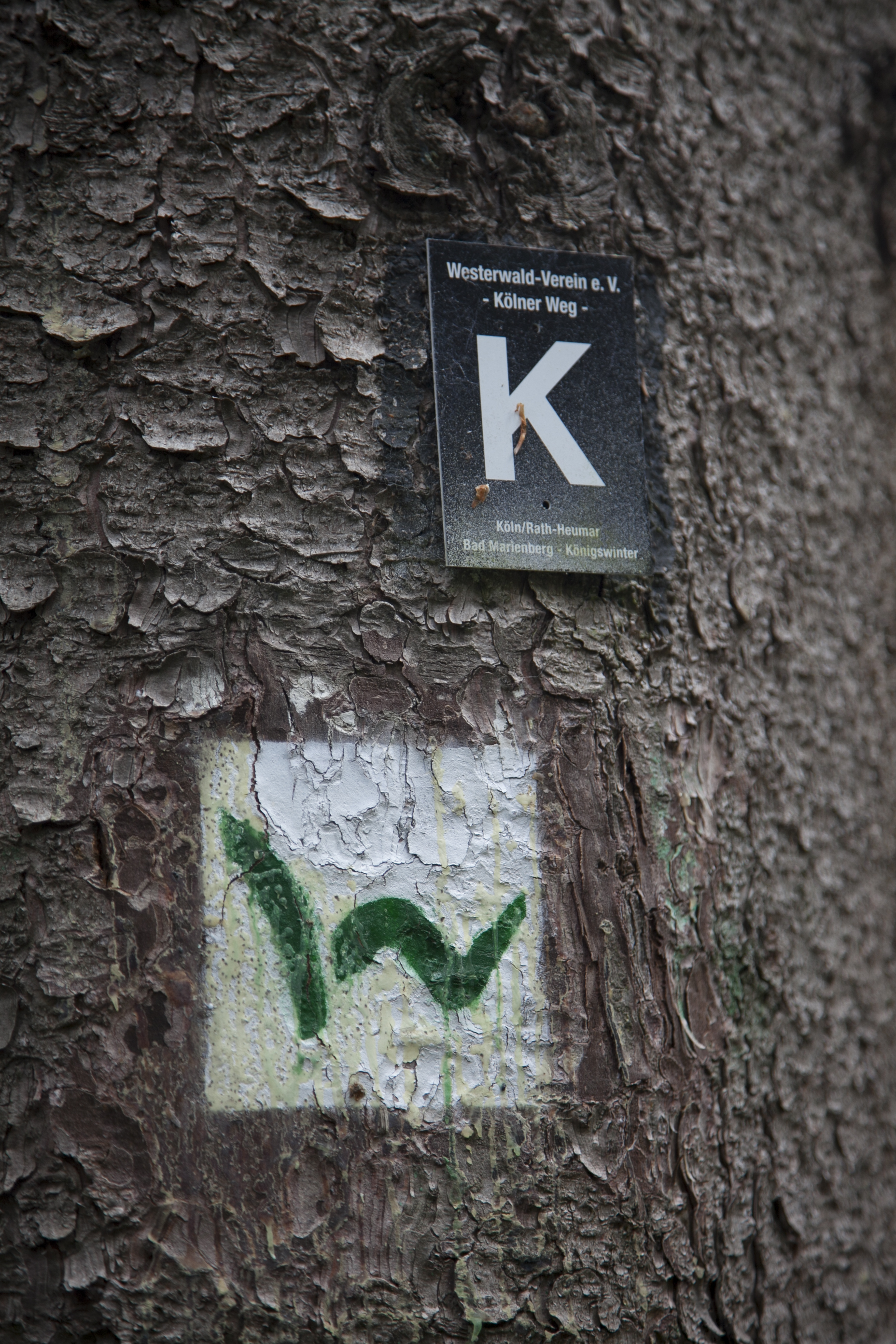
WesterwaldSteig als Hauptroute und Kölner Weg als Nebenstrecke

Zur Orientierung Markierung der Wanderwege: WesterwaldSteig / Kölner-Weg
Circa zwei km ist die Entfernung über Wanderwege bis zur Kreuzung inmitten Burglahr Kur-Kölner-Straße / Wiedtalstraße, Nähe Brücke über die dort nur schmale Wied.

## Sage

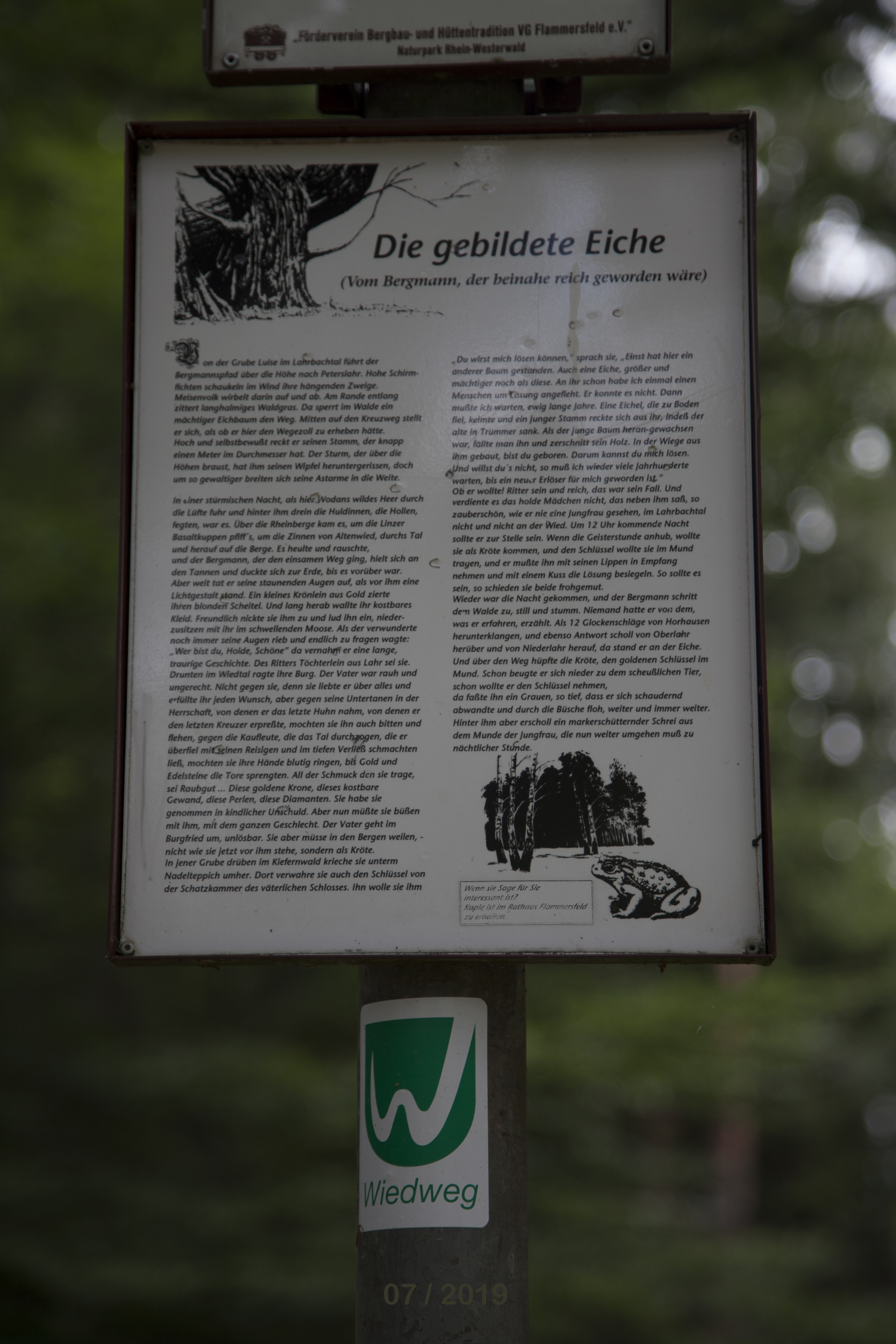
Information-Tafel neben der Eiche

Sagenumwoben ist dieser Standort um eine Ritter-Maid aus längst vergangenen Tagen. Die Geschichte hierzu ist zu lesen auf daneben stehendem Schild: Die Holde sei Tochter des Ritters aus Lahr, so wird erzählt, und ihre Jahrhunderte lange Lebensgeschichte erinnert an die Mär um den Froschkönig, doch hierbei in der Gestalt einer Kröte. Der Bann blieb seither ungelöst.